# 256
256 a fost un an bisect din calendarul iulian.